# Duración anual del trabajo
La duración anual del trabajo señala el número total de horas trabajadas en un año (en promedio o por cada trabajador) ; este valor suele ser igual o muy similar a la duración semanal del trabajo (número de horas trabajadas por semana) multiplicado por el número de semanas trabajadas en el año.

## Duración del trabajo según la OCDE
En el año 2009, la duración anual del trabajo (promedio) en los países de la OCDE estaba comprendido entre 1378 para el caso de los Países Bajos, y 2232 horas para el caso de Corea del Sur, y con una media general de 1741 horas. En este ordenamiento, Francia estaba sexto con 1554 horas, detrás de Bélgica (quinto lugar con 1550 horas, el único país donde se trabaja más que en el año 2000), y detrás de Alemania (donde se trabaja 1390 horas por año). Entre los países europeos de la OCDE, Grecia es el país donde más se trabaja (2119 horas por año). La duración anual de trabajo está en baja desde que comenzaron a elaborarse este tipo de estadísticas (año 1960); debe tenerse en cuenta que en la década de 1960, en los países europeos más desarrollados se trabajaba alrededor de 2000 horas por año y por trabajador. Obsérvese también que en los últimos 20 años, la disminución de la jornada laboral fue particularmente importante en Corea del Sur (-484 horas contando a partir de 1990), así como en Irlanda (-324 horas) y en Japón (-298 horas). De todas maneras, esta tendencia general descendente en ciertos casos se vio interrumpida por aumentos circunstanciales, en particular en los años 1990 (por ejemplo, nótese que los mexicanos, los turcos, y los suecos, trabajaron más en el 2010 que en 1990). 
En el cuadro que sigue, se retoman los datos proporcionados por la OCDE para sus países miembros o en vías de ingreso. Las cifras indicadas se obtuvieron dividiendo el número total de horas trabajadas en el año por el número de personas que tenían empleo, pues de esta manera, se toman en cuenta tanto a los trabajadores de jornada completa como a los de jornada parcial. Los valores destacados en negrita señalan un aumento en las horas trabajadas.
|    | País            | 1960 | 1970 | 1980 | 1990 | 1995 | 2000 | 2005 | 2010 | Evolución (2010-2000) |
| -- | --------------- | ---- | ---- | ---- | ---- | ---- | ---- | ---- | ---- | --------------------- |
| 1  | Países Bajos    |      | 1806 | 1553 | 1451 | 1456 | 1435 | 1393 | 1377 | -58                   |
| 2  | Noruega         | 1995 | 1835 | 1580 | 1503 | 1488 | 1455 | 1420 | 1414 | -41                   |
| 3  | Alemania        |      |      | 1751 | 1578 | 1534 | 1473 | 1434 | 1419 | -54                   |
| 4  | Bélgica         |      |      | 1670 | 1658 | 1580 | 1545 | 1565 | 1551 | +6                    |
| 5  | Francia         |      | 2048 | 1860 | 1705 | 1651 | 1591 | 1557 | 1554 | -37                   |
| 6  | Dinamarca       |      | 1884 | 1659 | 1539 | 1541 | 1581 | 1579 | 1559 | -22                   |
| 7  | Austria         |      |      |      |      | 1654 | 1658 | 1652 | 1587 | -71                   |
| 8  | Luxemburgo      |      |      | 1778 | 1766 | 1719 | 1662 | 1570 | 1616 | -46                   |
| 9  | Suecia          | 1899 | 1730 | 1517 | 1561 | 1640 | 1642 | 1605 | 1624 | -18                   |
| 10 | Suiza           |      |      |      | 1698 | 1704 | 1688 | 1667 | 1640 | -48                   |
| 11 | Reino Unido     |      | 1937 | 1767 | 1765 | 1731 | 1700 | 1673 | 1647 | -53                   |
| 12 | España          |      |      | 1912 | 1741 | 1733 | 1731 | 1668 | 1663 | -68                   |
| 13 | Irlanda         |      |      |      | 1988 | 1875 | 1719 | 1654 | 1664 | -55                   |
| 14 | Australia       |      |      | 1833 | 1777 | 1791 | 1780 | 1727 | 1686 | -94                   |
| 15 | Islandia        |      |      |      | 1843 | 1832 | 1885 | 1794 | 1697 | -188                  |
| 16 | Finlandia       | 2061 | 1982 | 1849 | 1769 | 1776 | 1751 | 1716 | 1697 | -54                   |
| 17 | Canadá          | 2059 | 1925 | 1826 | 1793 | 1773 | 1775 | 1739 | 1702 | -73                   |
| 18 | Portugal        |      |      |      | 1963 | 1897 | 1765 | 1752 | 1714 | -51                   |
| 19 | Japón           |      | 2243 | 2121 | 2031 | 1884 | 1821 | 1775 | 1733 | -88                   |
| 20 | Nueva Zelandia  |      |      |      | 1809 | 1841 | 1828 | 1811 | 1758 | -70                   |
| 21 | Italia          |      |      | 1859 | 1867 | 1859 | 1861 | 1819 | 1778 | -83                   |
| 22 | Estados Unidos  | 1948 | 1902 | 1813 | 1831 | 1844 | 1836 | 1799 | 1778 | -58                   |
| 23 | Eslovaquia      |      |      |      |      | 1880 | 1844 | 1785 | 1786 | -58                   |
| 24 | México          |      |      |      | 1822 | 1857 | 1888 | 1909 | 1866 | -22                   |
| 25 | Turquía         |      | 2086 | 1957 | 1866 | 1876 | 1937 | 1936 | 1877 | -60                   |
| 26 | Estonia         |      |      |      |      |      | 1987 | 2010 | 1879 | -108                  |
| 27 | Israel          |      |      |      |      |      |      | 1989 | 1889 | -100                  |
| 28 | Polonia         |      |      |      |      |      | 1988 | 1994 | 1939 | -49                   |
| 29 | República Checa |      |      |      |      | 2064 | 2092 | 2002 | 1947 | -145                  |
| 30 | Hungría         |      |      | 2228 | 1975 | 2039 | 2057 | 1993 | 1961 | -96                   |
| 31 | Rusia           |      |      |      | 1933 | 1891 | 1982 | 1990 | 1976 | -6                    |
| 32 | Chile           |      |      |      |      | 2313 | 2263 | 2157 | 2068 | -195                  |
| 33 | Grecia          |      |      | 2194 | 2116 | 2123 | 2121 | 2086 | 2109 | -12                   |
| 34 | Corea del Sur   |      |      | 2864 | 2677 | 2648 | 2512 | 2351 | 2193 | -319                  |